# Codice civile del Québec
Il codice civile del Québec (CQC; in francese: Code civil du Québec) è il testo giuridico che stabilisce le norme civili in Québec, provincia del Canada. Ad eccezione di alcune parti del libro sul diritto di famiglia, che è stato adottato dall'Assemblea nazionale negli anni '90, il CCQ è entrato in vigore il 1º gennaio 1994. Ha sostituito il vecchio codice civile del Canada inferiore (Code civil du Bas-Canada) approvato dall'Assemblea legislativa del Québec nel 1865 ed entrato in vigore il 1º luglio 1866.

## Storia
Durante il periodo coloniale francese, il Canada era governato dal diritto francese, principalmente il Coutume de Paris. Dopo la conquista britannica, la Proclamazione reale del 1763 abolì il diritto francese e impose il diritto inglese. Questa situazione durò fino al 1774, quando il Quebec Act, approvato dal Parlamento britannico, ripristinò il diritto civile francese, mantenendo il diritto penale britannico, creando così in Québec il doppio sistema legale che esiste ancora oggi.
Nel 1865, il Parlamento canadese adottò il codice civile del Canada inferiore, entrato in vigore il 1º luglio 1866. Le disposizioni di questa codificazione furono ispirate principalmente dalla giurisprudenza del Canada inferiore e dal codice civile francese. Il Codice del Basso Canada ha così codificato e sostituito l'essenza del diritto ereditato dal Coutume de Paris e ha integrato alcuni elementi del diritto inglese che erano stati applicati nel Canada inferiore.
Nel 1955, il governo del Québec ha intrapreso una riforma del codice civile, adottando la legge sulla revisione del codice civile e creando l'Ufficio di revisione del codice civile. Un rapporto finale è stato messo ai voti dall'Assemblea nazionale del Québec nel 1978. Alcune disposizioni relative al diritto di famiglia sono state adottate ed entrate in vigore negli anni '80. L'intero codice civile del Québec ha dovuto attendere fino all'8 dicembre 1991 per essere approvato, entrando in vigore il 1º gennaio 1994.

## Struttura
Il codice civile del Québec contiene più di 3.000 articoli ed è strutturato in grandi divisioni (libri) e varie suddivisioni (titoli, capitoli e sezioni). Il CCQ è strutturato nei seguenti libri:
1. Persone
2. Famiglia
3. Successioni
4. Proprietà
5. Obblighi
6. Pegni e ipoteche
7. Prove
8. Prescrizione
9. Pubblicazione dei diritti
10. Diritto internazionale privato.